# العلاقات القطرية الناوروية
العلاقات القطرية الناوروية هي العلاقات الثنائية التي تجمع بين قطر وناورو.

## مقارنة بين البلدين
هذه مقارنة عامة ومرجعية للدولتين:
| وجه المقارنة                                              | قطر           | ناورو                          |
| --------------------------------------------------------- | ------------- | ------------------------------ |
| المساحة (كم2)                                             | 11.44 ألف     | 21                             |
| عدد السكان (نسمة)                                         | 2.64 مليون    | 10.08 ألف                      |
| الكثافة السكانية (ن./كم²)                                 | 230.77        | 48.00 ألف                      |
| العاصمة                                                   | الدوحة        | ضاحية يارين                    |
| اللغة الرسمية                                             | اللغة العربية | اللغة الناورونية، لغة إنجليزية |
| العملة                                                    | ريال قطري     | دولار أسترالي                  |
| الناتج المحلي الإجمالي (بليون دولار)                      | 167.61 مليار  | 113.88 مليون                   |
| الناتج المحلي الإجمالي (تعادل القوة الشرائية) بليون دولار | 316.40 مليار  | 162.98 مليون                   |
| الناتج المحلي الإجمالي الاسمي للفرد دولار أمريكي          | 73.65 ألف     | 9.83 ألف                       |
| الناتج المحلي الإجمالي للفرد دولار أمريكي                 | 141.54 ألف    |                                |
| مؤشر التنمية البشرية                                      | 0.850         |                                |
| رمز المكالمات الدولي                                      | +974          | +674                           |
| رمز الإنترنت                                              | .qa           | .nr                            |
| المنطقة الزمنية                                           | ت ع م+03:00   | ت ع م+12:00                    |

## منظمات دولية مشتركة
يشترك البلدان في عضوية مجموعة من المنظمات الدولية، منها:
| علم المنظمة | اسم المنظمة                   | تاريخ انضمام قطر | تاريخ انضمام ناورو |
| ----------- | ----------------------------- | ---------------- | ------------------ |
|             | يونسكو                        | 27 يناير 1972    | 17 أكتوبر 1996     |
|             | الاتحاد البريدي العالمي       | ?                | ?                  |
|             | منظمة الشرطة الجنائية الدولية | ?                | ?                  |
|             | الأمم المتحدة                 | 21 سبتمبر 1971   | 14 سبتمبر 1999     |
|             | الاتحاد الدولي للاتصالات      | 27 مارس 1973     | 10 يونيو 1969      |
|             | منظمة حظر الأسلحة الكيميائية  | ?                | ?                  |

## وصلات خارجية
- موقع وزارة الخارجية القطرية